# Sébastien Lareau
Sébastien Lareau (* 27. April 1973 in Montreal, Québec) ist ein ehemaliger kanadischer Tennisspieler.

## Karriere
Lareau konnte in seiner Karriere 17 Doppeltitel gewinnen. Seine größten Erfolge waren der Sieg bei den US Open und der Doppel-WM 1999 mit Partner Alex O’Brien sowie der Gewinn der olympischen Goldmedaille mit Landsmann Daniel Nestor 2000 in Sydney. Daneben gelang es ihm bei 15 weiteren Turnieren das Finale zu erreichen, darunter zweimal den Australian Open und einmal der Doppel-WM.
Seine höchste Platzierung in der Einzelwertung der Tennis-Weltrangliste erreichte er mit Rang 76 im April 1995, im Doppel war er im Oktober 1999 die Nummer 4 der Welt.
Er beendete seine Karriere auf der ATP Tour im Jahr 2001.

## Erfolge
| Legende (Anzahl der Siege)        |
| Grand Slam                        |
| Olympische Spiele (1)             |
| Tennis Masters Cup (1)            |
| ATP Masters Series (4)            |
| ATP International Series Gold (4) |
| ATP International Series (6)      |

| Titel nach Belag |
| Hartplatz (12)   |
| Sand (0)         |
| Rasen (1)        |
| Teppich (4)      |

### Doppel

#### Turniersiege
| Nr. | Datum              | Turnier         | Belag         | Partner          | Finalgegner                          | Ergebnis           |
| --- | ------------------ | --------------- | ------------- | ---------------- | ------------------------------------ | ------------------ |
| 1.  | 1. Mai 1995        | Seoul           | Hartplatz     | Jeff Tarango     | Joshua Eagle Andrew Florent          | 6:3, 6:2           |
| 2.  | 23. Oktober 1995   | Peking          | Teppich (i)   | Tommy Ho         | Dick Norman Fernon Wibier            | 7:6, 7:6           |
| 3.  | 28. Oktober 1996   | Stuttgart (1)   | Teppich (i)   | Alex O’Brien     | Jacco Eltingh Paul Haarhuis          | 3:6, 6:4, 6:3      |
| 4.  | 3. März 1997       | Philadelphia    | Hartplatz (i) | Alex O’Brien     | Ellis Ferreira Patrick Galbraith     | 6:3, 6:3           |
| 5.  | 28. Juli 1997      | Los Angeles     | Hartplatz     | Alex O’Brien     | Mahesh Bhupathi Rick Leach           | 7:6, 6:4           |
| 6.  | 20. April 1998     | Tokio           | Hartplatz     | Daniel Nestor    | Olivier Delaître Stefano Pescosolido | 6:4, 4:6, 6:4      |
| 7.  | 2. November 1998   | Stuttgart (2)   | Hartplatz (i) | Alex O’Brien     | Mahesh Bhupathi Leander Paes         | 6:3, 3:6, 7:5      |
| 8.  | 18. Januar 1999    | Sydney          | Hartplatz     | Daniel Nestor    | Patrick Galbraith Paul Haarhuis      | 6:3, 6:4           |
| 9.  | 14. Juni 1999      | Queen’s Club    | Rasen         | Alex O’Brien     | Todd Woodbridge Mark Woodforde       | 6:3, 7:6           |
| 10. | 23. August 1999    | Washington D.C. | Hartplatz     | Justin Gimelstob | David Adams John-Laffnie de Jager    | 7:5, 6:7, 6:3      |
| 11. | 13. September 1999 | US Open         | Hartplatz     | Alex O’Brien     | Mahesh Bhupathi Leander Paes         | 7:6, 6:4           |
| 12. | 11. Oktober 1999   | Shanghai        | Hartplatz     | Daniel Nestor    | Todd Woodbridge Mark Woodforde       | 7:5, 6:3           |
| 13. | 8. November 1999   | Paris           | Teppich (i)   | Alex O’Brien     | Jared Palmer Paul Haarhuis           | 7:67, 7:5          |
| 14. | 22. November 1999  | Hartford        | Teppich (i)   | Alex O’Brien     | Mahesh Bhupathi Leander Paes         | 6:3, 6:2, 6:2      |
| 15. | 21. Februar 2000   | Memphis         | Hartplatz (i) | Justin Gimelstob | Jim Grabb Richey Reneberg            | 6:2, 6:4           |
| 16. | 7. August 2000     | Toronto         | Hartplatz     | Daniel Nestor    | Joshua Eagle Andrew Florent          | 6:3, 7:6           |
| 17. | 2. Oktober 2000    | Sydney          | Hartplatz     | Daniel Nestor    | Todd Woodbridge Mark Woodforde       | 5:7, 6:3, 6:4, 7:6 |

#### Finalteilnahmen
| Nr. | Datum             | Turnier         | Belag         | Partner            | Finalgegner                    | Ergebnis            |
| --- | ----------------- | --------------- | ------------- | ------------------ | ------------------------------ | ------------------- |
| 1.  | 11. April 1994    | Tokio           | Hartplatz     | Patrick McEnroe    | Henrik Holm Anders Järryd      | 6:7, 1:6            |
| 2.  | 25. April 1994    | Seoul           | Hartplatz     | Kent Kinnear       | Stéphane Simian Kenny Thorne   | 4:6, 6:3, 5:7       |
| 3.  | 14. November 1994 | Antwerpen       | Teppich (i)   | Hendrik Jan Davids | Jan Apell Jonas Björkman       | 6:4, 1:6, 2:6       |
| 4.  | 29. Januar 1996   | Australian Open | Hartplatz     | Alex O’Brien       | Stefan Edberg Petr Korda       | 5:7, 5:7, 6:4, 1:6  |
| 5.  | 17. Juni 1996     | Queen’s Club    | Rasen         | Alex O’Brien       | Mark Woodforde Todd Woodbridge | 3:6, 6:7            |
| 6.  | 20. April 1996    | Hartford        | Teppich (i)   | Alex O’Brien       | Mark Woodforde Todd Woodbridge | 4:6, 7:5, 2:6, 6:73 |
| 7.  | 27. Januar 1997   | Australian Open | Hartplatz     | Alex O’Brien       | Mark Woodforde Todd Woodbridge | 6:4, 5:7, 5:7, 3:6  |
| 8.  | 4. August 1997    | Montreal        | Hartplatz     | Alex O’Brien       | Mahesh Bhupathi Leander Paes   | 6:7, 3:6            |
| 9.  | 18. August 1997   | New Haven       | Hartplatz     | Alex O’Brien       | Mahesh Bhupathi Leander Paes   | 4:6, 7:6, 2:6       |
| 10. | 22. Juni 1998     | Nottingham      | Rasen         | Daniel Nestor      | Justin Gimelstob Byron Talbot  | 5:7, 7:6, 4:6       |
| 11. | 24. August 1998   | New Haven       | Hartplatz     | Alex O’Brien       | Wayne Arthurs Peter Tramacchi  | 6:7, 6:1, 3:6       |
| 12. | 22. Februar 1999  | Memphis         | Hartplatz (i) | Alex O’Brien       | Mark Woodforde Todd Woodbridge | 3:6, 4:6            |
| 13. | 6. März 2000      | Kopenhagen      | Teppich (i)   | Jonas Björkman     | Martin Damm David Prinosil     | 1:6, 7:5, 5:7       |
| 14. | 8. Mai 2000       | Orlando         | Sand          | Justin Gimelstob   | Leander Paes Jan Siemerink     | 3:6, 4:6            |
| 15. | 20. August 2001   | Indianapolis    | Hartplatz     | Mahesh Bhupathi    | Mark Knowles Brian MacPhie     | 6:7, 7:5, 4:6       |